# Салединов, Фикрет Усеинович
Фикре́т Усеи́нович Саледи́нов (крымскотат. Fikret Üsein oğlu Saledinov, Фикрет Усеин огълу Салединов; 12 июля 1926, пос. Эски-Эли, Бахчисарайский район — 2 января 2006, Новоалексеевка, Херсонская область) — крымскотатарский композитор, музыкальный исполнитель, музыкальный педагог, поэт, мастер скрипок.

## Биография

### Детство
Фикрет Усеинович Салединов родился 12 июля 1926 в посёлке Эски-Эли (ныне село Вишнёвое). Eго отец был председателем совхоза, мать — домохозяйка. Родители заметили в нём, что с 3 лет любит их сын музыку, на консервной банке отстукивал определённые ритмы (их это очень удивляло и радовало). К 11 годам сам себе смастерил скрипкy из фанеры, струны из телефонных проводов, а смычок — из конского хвоста. Самоучка, самородок. Помощниками были для него книги-самоучители игры на скрипке. Маленьким мальчиком eго приглашали на различные торжества, где он играл один. Народ очень полюбил маленького музыканта. Родной дядя Абляким Ильмий Ариф огълу с радостью подарил ему скрипку. Окончил 7 классов средней школы.

### Война и депортация
Во время оккупации в Крыму немцы стали вывозить молодых девушек и парней в Германию на работы. Фикрет работал в Osterreich Neider Donom st.Amstetten Holzfabrik, fabricant — Oрfer wiser). Там же он встретил свою будущую супругу — Мухтеремову Себию, которая работала в Osterreich Stads Foizberg Obendorfs glakfabrik.
По возвращении из Австрии, на родину они не попали, так как их ожидала депортация в Узбекистан — город Самарканд. С 1946—1955 годах работает на заводе «Красный двигатель» — упаковщиком, шлифовщиком, заточником. Одновременно выступает перед рабочими на сцене, играя на скрипке. В 1955 уезжает в Ташкент и работает в Ташкентском инструментальном заводе временно разнорабочим. В 1956 году возвращается в Самарканд и опять устраивается заточником на завод «Красный двигатель».

### Начало творческого пути
12 марта 1957 году проходил конкурс, в котором участвовало 98 человек, прибывшие из различных пунктов Узбекистана — в ансамбль «Хайтaрма». В результате прослушивания и просмотра артистов постановили: музыканта Салединова Фикрета зачислить в Узгосэстраду в качестве музыканта-исполнителя первой скрипки крымскотатарского ансамбля. Начинается гастрольная жизнь по городам.
С 1958 года по 1980 год работает в 3 музыкальных школах города Маргелана и Ферганы. Ведет на добровольных началах 2 оркестра, настраивает фортепиано в ДМШ и у людей на дому, мастерит из сосны и красного дерева 50 скрипок (знал все секреты варения клея) и смычков ручной работы в своей мастерской, а также реставрирует скрипки у людей. Играет свадьбы с двумя старшими сыновьями (все дети Фикрета музыканты).
В 1959 году поступает в Ферганское музыкальное училище, в 1961 году оканчивает за два года. Тут же поступает в Ташкентскую консерваторию. В августе 1961 года расписывается с супругой Себией, которая стала также Салединовой (имея 8 детей).

### Переезд ближе к Крыму
С 1980 года переезжает с семьей в пгт. Новоалексеевка Генического района Херсонской области (Украина). На родину так и не смог попасть. С 1980 года по 2002 год работает преподавателем в детских музыкальных школах городов Красногвардейска (ездил на работу в Крым), Новоалексеевки, Геническа, Комарово.
Только в 2001 году правление Крымского республиканского отделения приняло Фикрета Салединова во Всеукраинский музыкальный союз ассоциации композиторов. Тогда ему исполнилось 75 лет.
В 2002 году перенёс инсульт, пропала память на письменную и нотную грамоты, так как переработал (пытался каждую партию голосов из партитур для оркестров писать вручную, без нотографии).

## Творчество
Все своим произведения в основном сочинил в городе Маргелане. Его творческий багаж составляют фортепианные, вокальные, инструментальные и скрипичные произведения, произведения для ансамблей скрипачей и для симфонических оркестров, для детских садов, детских музыкальных школ, муз. училищ и т. д. Всего насчитывается более 400 произведений. Также сочинил 50 стихов на родном языке.

## Возрождение творческого наследия
Дочь Эльмира дает слово отцу опубликовать его сочинения, организовать творческий вечер. В 2005 году выпускается в свет его первое произведение — «Соната g-moll для скрипки и фортепиано», которая в 2008 году была уже исполнена на Венской сцене в Австрии. Дочь Эльмира дарит ему на день рождения 1000 экземпляров сонаты и у Фикрета Салединова от радости возвращается память на нотную и письменную грамоты.
22 декабря 2005 года дочь Эльмира организовала творческий вечер отцу в г. Симферополе и одновременно издала ещё 9 сборников его сочинений. После творческого вечера приехав домой, Фикрет взял чистый лист нотной бумаги и на одном дыхании стал сочинять новое произведения. К сожалению не дописал, так как через 10 дней 2 января 2006 года перестало биться его сердце.
1 апреля 2006 года (спустя 3 месяца) дочь Эльмира организовала второй творческий вечер в городе Москве уже в память о композиторе Фикрете Салединове, где ведущей была она сама и рассказывала о его творческом и жизненном пути.
7 июля 2009 года дочь Эльмира стала правообладателем творчества отца.
18 сентября 2009 года стала членом Российского авторского общества(РАО). Заключила договор и зарегистрировала все произведения Фикрета Салединова.
25 августа 2011 года в Татарском академическом государственном театре оперы и балета имени Мусы Джалиля, в городе Казань, камерный оркестр «ВИРТУОЗЫ МОСКВЫ», дирижёр Владимир Спиваков, исполнил произведение Фикрета Салединова — Вальс «Мелевше» в одном ряду с мировыми классическими композиторами.
16 января 2017 года прошел Гала-концерт «Эй, Гузель Къырым!» в Московском Международном доме Музыки. Первая часть была посвящена творчеству Фикрета Салединова, подготовка выполнена дочерью Эльмирой (сценарий, видеоролики, репетиция с оркестром, предоставление изданных произведений) при поддержке Московской общины крымских татар и компании «Дилявер». Большой симфонический оркестр Москвы «Русская филармония» (дирижер Юрий Ткаченко) исполнил 7 произведений Фикрета Салединова: Вальс «Мелевше», «Агъыр ава ве Хайтарма», «Баар сеслеры», «Яйляда», «Хайтарма Фантазия», «Ватан асретлиги», 3 произведения из которых прозвучали впервые, хотя написаны были 60 лет назад («Баар сеслеры», «Яйляда», «Ватан асретлиги»). Ведущей вечера была внучка композитора — Мамбетова Эльвина.